# 알리야 이제트베고비치
알리야 이제트베고비치(Alija Izetbegović, bs, 1925년 8월 8일 ~ 2003년 10월 19일)는 보스니아인 변호사 · 작가 · 철학자 · 정치인이다. 1990년 유고슬라비아로부터 독립한 보스니아 헤르체고비나의 초대 대통령이 되었다. 이제트베고비치는 1996년까지 대통령을 지낸 뒤, 보스니아 헤르체고비나 대통령 평의회 (Predsjedništvo Bosne i Hercegovine)의 구성원이 되어 2000년까지 그 지위를 유지하였다. 이제트베고비치는 또 작가로서 많은 저서를 남겼는데, 이 중에서도 특히 동서 간의 이슬람교 (Islam Between East and West) 와 이슬람 선언 (Islamska Deklaracija) 이 알려져 있다.
2003년 10월, 자신의 집에서 심장병으로 세상을 떠났다.

## 같이 보기
- 보스니아 전쟁